# پوشش خاک

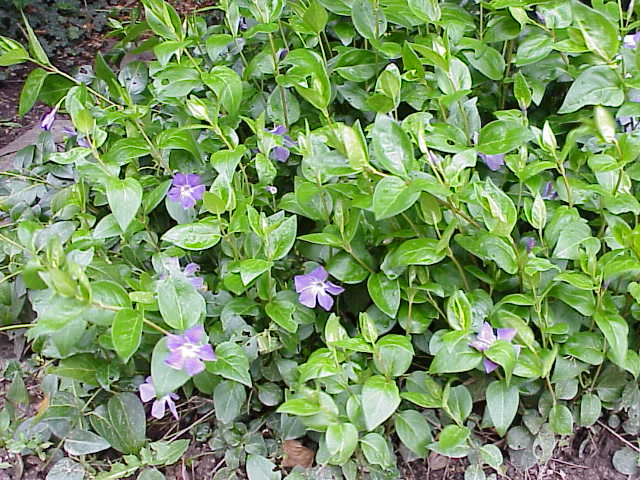
پوشش خاک پیچ تلگرافی

پوشش خاک یا پوشش گیاهی خاک؛ (انگلیسی: Groundcover)، هر گیاهی است که بر روی بخش بالایی خاک زمین می‌روید. این پوشش گیاهی خاک‌های سطحی زمین را در برابر فرسایش و خشک‌سالی محافظت می‌کند.
در یک اکوسیستم، پوشش حاک لایهٔ پوشش گیاهی را در زیر لایهٔ درختچه‌ها تشکیل می‌دهد که به لایهٔ علفی معروف است. گسترده‌ترین پوشش‌های خاک چمنزارها و انواع مختلف آن است.
در بوم‌شناسی، جستار پوشش حاک موضوعی دشوار برای پردازش است زیرا با چندین نام مختلف شناخته می‌شود و به چند روش متفاوت طبقه‌بندی می‌شود. در بوم‌شناسی اصطلاح سرپوش هم می‌تواند به «لایهٔ علفی»، «لایهٔ احیا کننده»، «کف زمین» یا حتی «گام‌گاه» اشاره داشته باشد.
در کشاورزی، پوشش خاک به هر چیزی که در بخش رویهٔ خاک باشد، و آن را از فرسایش محافظت کرده و علف‌های هرز را مهار می‌کند اشاره دارد. این می‌تواند از لایهٔ کمی علف تا ساخته‌شده از مواد پلاستیکی باشد. اصطلاح پوشش خاک همچنین به‌طور ویژه می‌تواند به پارچه محوطه سازی اشاره کند که مانند یک برآمدگی تنفس شده‌است که امکان تبادل آب و گاز را فراهم می‌آورد.
اما، در اصطلاح‌های نه‌چندان رسمی باغبانی، اصطلاح پوشش خاک به گیاهانی گفته می‌شود که در جای جای علف‌های هرز مورد استفاده قرار می‌گیرند و با پنهان کردن زمین لخت، ظاهر باغچه و باغ را بهبود می‌بخشند.